# 施马尔卡尔登
施马尔卡尔登（德語：Schmalkalden，發音：[ʃmalˈkaldn̩] ⓘ）是德国图林根州施马尔卡尔登-迈宁根县的城市，曾是施马尔卡尔登县的县治，面积105.38平方千米，2023年12月31日人口为19,984人。

## 友好城市
施马尔卡尔登与以下城市结为友好城市：
- 法國 方丹
- 德国 雷克灵豪森